# Surströmming

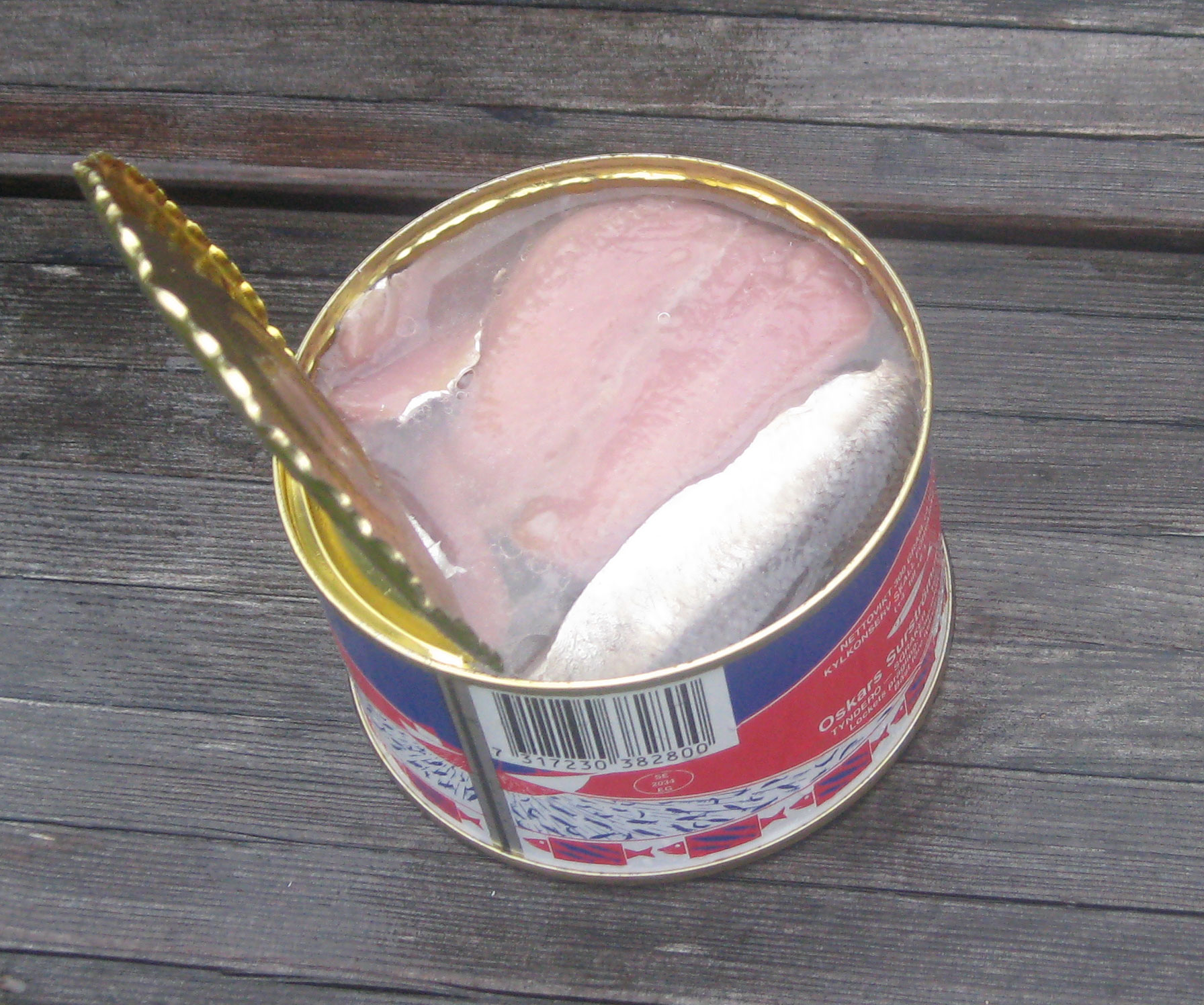
Otwarta puszka surströmming w zalewie solnej.

Surströmming (szw. kiszony śledź; wymowa: [sʉ̌ːʂtrømːiŋ]) – szwedzka potrawa ze sfermentowanych śledzi bałtyckich. Jest elementem tradycyjnej szwedzkiej kuchni od XVI wieku.
Duża ilość soli jest wykorzystywana do zapobiegania gniciu ryby. Proces fermentacji trwa co najmniej 6 miesięcy, co daje lekko słonawy posmak ryby, charakterystyczny silny zapach i nieco kwasowy smak. 
Kiedy puszka z zawartością jest otwierana, zawartość wydziela silny i przytłaczający odór. Według japońskich badań świeżo otwarta puszka surströmmingu ma jeden z najbardziej wstrętnych zapachów spośród dań na świecie, nawet bardziej niż podobne fermentowane rybne dania takie jak koreańskie hongeohoe albo japońskie kusaya.

## Jedzenie surströmming

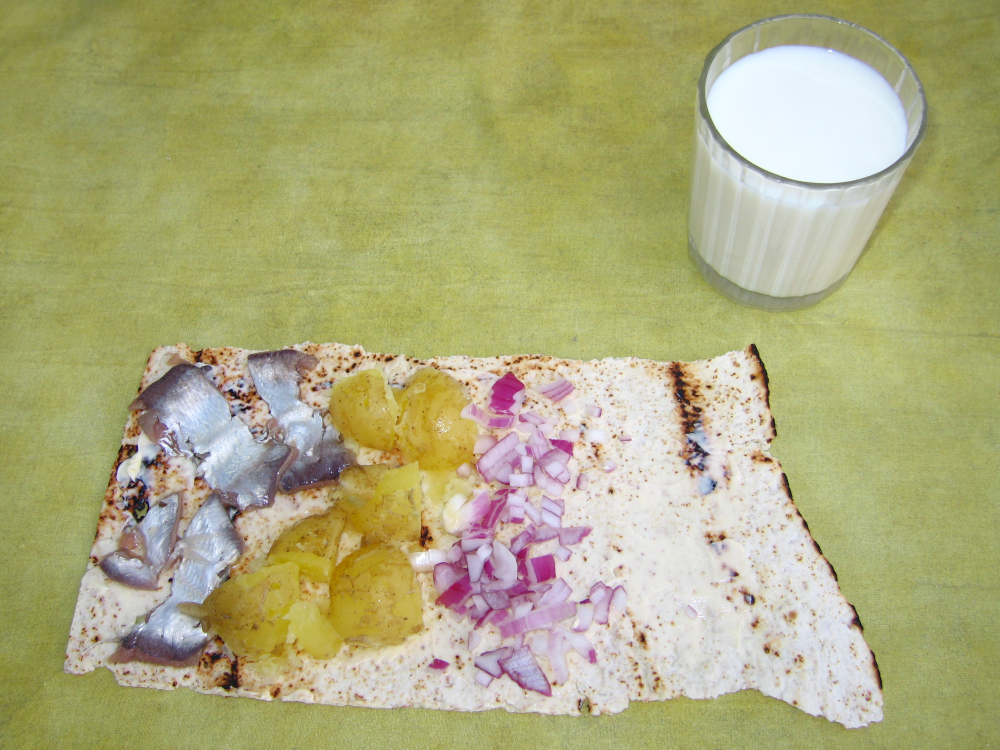
Opisany sposób podania surströmming

Surströmming jest często jedzony z rodzajem chleba zwanym tunnbröd (cienki chleb). Kromki smaruje się, a na wierzch kładzie się posiekaną cebulę (zwykle czerwoną) i ugotowane ziemniaki w plastrach, bądź przygotowaną z ziemniaków pastę.
Całą rybę wyciąga się z puszki i rozcina wzdłuż. Wnętrzności należy usunąć (włączając ciemnoszarą ikrę), a rybę otworzyć jak książkę. Czerwone mięso należy zgnieść widelcem i oddzielić od ości. W małych kawałkach układać na kanapce. Ostatnim niezbędnym dodatkiem jest gęsta kwaśna śmietana (szw. gräddfil) albo jej francuski odpowiednik crème fraîche. Miękki tunnbröd następnie składa się albo zwija, z chrupiącej odmiany zaś robi się kanapkę.
Kanapka z surströmming jest tradycyjnie podawana ze szklanką mleka albo z kieliszkiem wódki w tej kolejności: najpierw wódka, potem mleko.